# Emanuele Zanini
Emanuele Zanini (ur. 15 kwietnia 1965 w San Giovanni del Dosso) – włoski trener siatkarski.

## Kariera
Ukończył studia na Uniwersytecie Bolońskim. W 1995 roku został asystentem Andrei Anastasiego w Gabece Montichiari, w 1999 roku zaś podjął pracę jako asystent szkoleniowca i trener przygotowania fizycznego reprezentacji Włoch. W 1999 roku drużyna ta wygrała Ligę Światową i zdobyła mistrzostwo Europy. W roku 2000 ponownie zwyciężyła w Lidze Światowej i zdobyła też brązowy medal na igrzyskach olimpijskich.
W 2000 roku Zanini podjął pracę jako pierwszy trener w Gabece Montichiari. Był ponadto szkoleniowcem takich klubów jak Estense 4 Torri Ferrara, Codyeco Santa Croce, RPA-LuigiBacchi.It Perugia, Marmi Lanza Werona i Trenkwalder Modena. W 2008 roku objął posadę selekcjonera reprezentacji Słowacji, z którą w latach 2008 i 2011 wygrał Ligę Europejską, a w 2011 roku zajął piąte miejsce na mistrzostwach Europy, co było największym osiągnięciem w historii słowackiej siatkówki.
Poza Włochami był również trenerem w klubach w Austrii, Słowacji i we Francji. W latach 2013–2016 był selekcjonerem reprezentacji Turcji. 
W sezonie 2017/2018 roku prowadził drużynę Aluron Virtu Warta Zawiercie, z którą zajął 9. miejsce w PlusLidze. Po zakończeniu sezonu odszedł z klubu.

## Sukcesy trenerskie

### klubowe
Puchar Austrii:
- 2005

Mistrzostwo Austrii:
- 2005

Puchar Słowacji:
- 2013

Mistrzostwo Słowacji:
- 2013

Mistrzostwo Chorwacji:
- 2021

### reprezentacyjne
Liga Europejska:
- 2008, 2011